# Academia Prusiana de las Ciencias
La Real Academia Prusiana de las Ciencias  (Preußische Akademie der Wissenschaften), conocida también como Academia de Berlín, fue una academia fundada en Berlín el 11 de julio de 1700. Actualmente se denomina Academia de las Ciencias de Berlín-Brandeburgo (Berlin-Brandenburgische Akademie der Wissenschaften).

## Historia
El Príncipe elector Federico III de Brandeburgo fundó la academia con el nombre de Kurfürstlich Brandenburgische Societät der Wissenschaften ("Sociedad Electoral Brandeburguesa de las Ciencias") por consejo de Gottfried Leibniz, que fue nombrado presidente. A diferencia de otras academias, la Academia prusiana no fue fundada directamente al margen de la hacienda estatal. Federico le garantizó el monopolio de producir y vender calendarios en Brandeburgo, a sugerencia de Leibniz. 
Cuando Federico fue coronado "Rey de Prusia" en 1701, creándose el Reino de Prusia, la academia fue renombrada como Königlich Preußische Sozietät der Wissenschaften ("Real Sociedad Prusiana de las Ciencias"). Mientras que otras academias se centraban en unos pocos temas, la Academia prusiana fue la primera en atender tanto a las ciencias como a las humanidades. En 1710, se presentaron los estatutos de la academia, los cuales dividían a la misma en dos clases de ciencias y dos clases de humanidades. Esta división no se cambió hasta 1830, cuando las clases físico-matemática y filosófico-histórica reemplazaron a las antiguas cuatro clases.
El reinado del Rey Federico II ("Federico el Grande") vio cambios importantes en la academia. En 1744, la Nouvelle Société Littéraire y la Sociedad de las Ciencias fueron fusionadas en la Königliche Akademie der Wissenschaften ("Real Academia de las Ciencias"). Una obligación derivada del nuevo estatuto fueron las convocatorias públicas sobre ideas para problemas científicos sin resolver, con un premio económico para las soluciones. La academia consiguió sus propios centros de investigación en el siglo XVIII: un observatorio en 1709, un teatro de anatomía en 1717, un Collegium medico-chirurgicum en 1723, un jardín botánico en 1718 y un laboratorio en 1753. Sin embargo, le fueron arrebatados por la Universidad de Berlín.
A comienzos de 1815, se fundaron en la academia diversos proyectos de investigación dirigidos por comités académicos (tales como el Comité de arqueología greco-romana o el Comité oriental). Trabajaban en ellos varios científicos al lado de los correspondientes miembros de los comités. Algunos departamentos universitarios surgieron de estos proyectos después de 1945.
Durante la Alemania nazi (1933-1945), la academia fue sometida al Gleichschaltung o control totalitario: los miembros y empleados judíos fueron expulsados. El nuevo estatuto de la academia entró en vigor el 8 de junio de 1939, reorganizando la academia de acuerdo con el principio del líder nazi. 
Tras la Segunda Guerra Mundial, la Administración Militar Soviética en Alemania reorganizó la academia bajo el nombre de Deutsche Akademie der Wissenschaften ("Academia Alemana de las Ciencias") el 1 de julio de 1946. En 1972, fue renombrada como Akademie der Wissenschaften der DDR (literalmente Academia de las Ciencias de la República Democrática Alemana). Tras la reunificación alemana, esta academia fue disuelta y se fundó la Berlin-Brandenburgische Akademie der Wissenschaften ("Academia de Berlín-Brandeburgo de las Ciencias") en conformidad con el tratado de 1992 entre los Länder (estados federados) de Berlín y Brandeburgo. Sesenta de los miembros de la academia de la RDA crearon la Sociedad Leibniz en 1993.

## Miembros famosos
- Demetrio Cantemir, 1714
- Leonhard Euler, 1741-1766
- Johann Peter Süssmilch, 1745
- Montesquieu, miembro externo, 1746
- Voltaire, ~1750
- Denis Diderot, miembro externo, 1751
- Johann Heinrich Lambert, ~1763
- Joseph-Louis Lagrange 1766–1786
- Gotthold Ephraim Lessing, miembro extranjero, 1769
- Immanuel Kant, miembro externo, 1786
- Friedrich Schleiermacher, miembro propio, 1810
- Hermann von Helmholtz, miembro correspondiente, 1857; miembro externo, 1870; miembro propio, 1871
- Ferdinand Georg Frobenius, miembro propio, 1893
- Max Planck, miembro propio, 1894
- Albert Einstein, miembro propio, 1914
- Kurt Sethe, miembro correspondiente, 1920; miembro propio, 1930
- Hermann Grapow, miembro propio, 1938
- Wilhelm Wundt

## Medalla Helmholtz
Con la Medalla Helmholtz, la Academia honra los logros de toda una vida en las áreas de humanidades, ciencias sociales, matemáticas, ciencias naturales, biología, medicina e ingeniería. La medalla se concede normalmente cada dos años.
Los premiados han sido:
- 2012 John C. Polanyi (Toronto/Canadá)
- 2010 Niels Birbaumer (Tubinga)
- 2008 Peter Wapnewski (Berlín)
- 2006 Günter Spur (Berlín)
- 2004 Hans-Ulrich Wehler (Bielefeld)
- 2002 Friedrich Hirzebruch (Bonn)
- 2000 Jürgen Habermas (Starnberg)
- 1998 Roger Penrose (Oxford/U.K.)
- 1996 Avram Noam Chomsky (Cambridge, MA/USA)
- 1994 Manfred Eigen (Gotinga)